# 汪毓和
汪毓和（1929年—2013年1月4日），笔名一丁、一芒，男，原籍四川成都，生于江苏苏州，中国音乐理论家、教育家，曾任中央音乐学院教授。